# 야마다촌 (에히메현)
야마다촌(山田村)은 에히메현 히가시우와군에 설치된 촌이다. 